# Nyctemera kala
Nyctemera kala är en fjärilsart som beskrevs av Swinhoe 1892. Nyctemera kala ingår i släktet Nyctemera och familjen björnspinnare. Inga underarter finns listade i Catalogue of Life.